# Список губернаторов Мальты

## Губернаторы Мальты (1813—1964)
| Имя (даты жизни)                                                           | Портрет | Период пребывания в должности | Период пребывания в должности |
| -------------------------------------------------------------------------- | ------- | ----------------------------- | ----------------------------- |
| генерал-лейтенант Томас Мейтланд (1759–1824)                               |         | 5 октября 1813                | 17 января 1824                |
| генерал Фрэнсис Роудон-Гастингс, 1-й маркиз Гастингс (1754–1826)           |         | 22 марта 1824                 | 28 ноября 1826                |
| генерал-майор Александр Джордж Вудфорд (1782–1870) Исполняющий обязанности |         | 28 ноября 1826                | 15 февраля 1827               |
| генерал-майор Фредерик Кавендиш Понсонби (1783–1837)                       |         | 15 февраля 1827               | Май 1835                      |
| Джордж Кардью (1785–1857) Исполняющий обязанности                          |         | Май 1835                      | 4 июля 1836                   |
| генерал-лейтенант Томас Эванс (1776–1863) Исполняющий обязанности          |         | 4 июля 1836                   | 30 сентября 1836              |
| генерал-лейтенант Генри Буври (1783–1853)                                  |         | 1 октября 1836                | 1843                          |
| генерал Патрик Стюарт (1777–1855)                                          |         | 1843                          | октябрь 1847                  |
| Ричард Мор О'Ферралл (1797–1880)                                           |         | октябрь 1847                  | 13 мая 1851                   |
| генерал Роберт Эллис (1784–1856) Исполняющий обязанности                   |         | 13 мая 1851                   | 27 октября 1851               |
| генерал-майор Уильям Рейд (1791–1858)                                      |         | 27 октября 1851               | 1858                          |
| генерал-лейтенант Джон Гаспар Ле Маршан (1803–1874)                        |         | 1858                          | 15 ноября 1864                |
| генерал-лейтенант Генри Найт Сторкс (1811–1874)                            |         | 15 ноября 1864                | 15 мая 1867                   |
| генерал Патрик Грант (1804–1895)                                           |         | 15 мая 1867                   | 3 июня 1872                   |
| генерал Чарльз Томас ван Страубензе (1812–1892)                            |         | 3 июня 1872                   | 13 мая 1878                   |
| генерал Артур Бортон (1814–1893)                                           |         | 10 июня 1878                  | Апрель 1884                   |
| генерал Джон Линторн Арабин Симмонс (1821–1903)                            |         | Апрель 1884                   | 28 сентября 1888              |
| генерал-лейтенант Генри Торренс (1823–1889)                                |         | 28 сентября 1888              | 1 декабрь 1889                |
| генерал Генри Огастес Смит (1825–1906)                                     |         | 1890                          | 1893                          |
| генерал Артур Джеймс Лайон Фримантл (1835–1901)                            |         | 1893                          | 6 января 1899                 |
| генерал Френсис Уоллес Гренфелл, 1-й барон Гренфелл (1841–1925)            |         | 6 января 1899                 | 1903                          |
| генерал Сэр Чарльз Кларк, 3-й баронет (1839–1932)                          |         | 1903                          | 1907                          |
| генерал Генри Фейн Грант (1848–1919)                                       |         | 1907                          | 1909                          |
| генерал Лесли Рандл (1856–1934)                                            |         | 1909                          | февраль 1915                  |
| Фельдмаршал Пол Сэнфорд Метьюэн, 3-й барон Метьюэн (1845–1932)             |         | февраль 1915                  | Maй 1919                      |
| Фельдмаршал Герберт Плюмер, 1-й виконт Плюмер (1857–1932)                  |         | 1919                          | 1924                          |
| генерал Уолтер Норрис Конгрив (1862–1927)                                  |         | 29 июня 1924                  | 28 февраля 1927               |
| генерал Джон Филип Дю Кан (1865–1947)                                      |         | 28 февраля 1927               | 1931                          |
| генерал Дэвид Кэмпбелл (1869–1936)                                         |         | Июнь 1931                     | 12 март 1936                  |
| генерал Чарльз Бонем-Картер (1876–1955)                                    |         | 12 март 1936                  | 1940                          |
| генерал-лейтенант Уильям Добби (1879–1964)                                 |         | Апрель 1940                   | Maй 1942                      |
| Фельдмаршал Джон Стендиш Горт, 6-й виконт Горт (1886–1946)                 |         | Maй 1942                      | 26 сентября 1944              |
| генерал-лейтенант Эдмонд Шрейбер (1890–1978)                               |         | 26 сентября 1944              | 10 июля 1946                  |
| Фрэнсис Дуглас, 1-й барон Дуглас-Барлок (1889–1980)                        |         | 10 июля 1946                  | 16 сентября 1949              |
| Джеральд Кризи (1897–1983)                                                 |         | 16 сентября 1949              | 3 августа 1954                |
| генерал-майор Роберт Эдвард Лейкок (1907–1968)                             |         | 3 августа 1954                | 13 февраля 1959               |
| адмирал Гай Грэн (1900–1992)                                               |         | 13 февраля 1959               | 2 июля 1962                   |
| Морис Генри Дорман (1902–1993)                                             |         | 2 июля 1962                   | 21 сентября 1964              |

## Генерал-губернаторы Мальты (1964—1974)
Генерал-губернатор Мальты (англ. Governor-General of Malta) — фактический глава государства Мальта с 1964 по 1974 годы. Представлял формального главу государства — монарха Великобритании.
Пост появился с провозглашением независимости Мальты в 1964 году и был упразднён с провозглашением парламентской республики в 1974 году, после чего главой государства стал президент Мальты. В течение этого времени генерал-губернатор Мальты был единственным генерал-губернатором в Европе.
- Сэр Морис Генри Дорман (21 сентября 1964 — 4 июля 1971)
- Сэр Энтони Джозеф Мамо (4 июля 1971 — 13 декабря 1974)